# 八木晃介
八木 晃介（やぎ こうすけ、1944年9月 - ）は、日本の社会学者、差別問題研究家。花園大学名誉教授。

## 略歴
京都市生まれ。1967年大阪市立大学文学部社会学科卒、毎日新聞記者となり、千葉支局、東京・大阪両本社学芸部で勤務した後、1991年退社、1992年花園大学文学部教授・同人権教育研究センター所長。2009年退職、特任教授、2015年名誉教授。上田正昭、水野直樹らと共に「朝鮮学校を支える会」の呼びかけ人も務めている。また、部落解放同盟と連携し、部落差別問題に取り組んでいる。
安楽死、尊厳死の法制化に反対であり、「安楽死・尊厳死法制化を阻止する会」の世話人も務めている。
近年は禁煙ファシズムなど国家による健康統制に疑念を表明している。

## 著書
- 『差別糾弾 その思想と歴史』（社会評論社 1976）
- 『差別と冤罪の構造』（たいまつ新書／たいまつ社 1976）
- 『予見と実践 入門弁証法論理』（山崎謙共著）（たいまつ新書／たいまつ社 1977）
- 『反差別論ノート』（社会評論社 1977）
- 『反差別と教育労働』（部落解放新書／解放出版社 1978）
- 『差別のなかの女性 底辺を歩いた母たち』（三一新書 1978）
- 『差別の意識構造』（解放出版社 1980）
- 『反差別メディア論 新聞記者として』（批評社 1980）
- 『反差別と教育労働』（部落解放新書/解放出版社 1981）
- 『差別意識の情況と変革』（解放出版社 1982）
- 『社会「同和」教育の論理』（解放出版社 1982）
- 『現代差別イデオロギー批判 マイナス・イメージの社会学』（批評社 1984）
- 『解放教育を読み直す』（教育新書／明治図書出版 1986）
- 『続 反差別論ノート』（批評社 1987）
- 『差別意識の社会学』（解放出版社 1987）
- 『宗教・差別・天皇制』（編著）（解放出版社 1989）
- 『「生きるための解放」論 反差別の対抗文化』（三一書房 1989）
- 『関係の世界を遊ぶ 身体と関係の社会学』（批評社 1992）
- 『部落差別論 生き方の変革を求めて』（批評社 1992）
- 『解放教育論入門  「同和」教育から解放教育へ』（批評社 1993）
- 『差別表現の社会学』（法政出版 1994）
- 『部落差別のソシオロジー 解放理論の脱=構築のために』（批評社 1994）
- 『学芸部ただの八木記者・文学部ただの八木教授 新聞から大学へ』（法政出版 1996）
- 『「排除と包摂」の社会学的研究 差別問題における自我・アイデンティティ』（批評社 2000）
- 『〈癒し〉としての差別 ヒト社会の身体と関係の社会学』（批評社 2004）
- 『健康幻想の社会学 社会の医療化と生命権』（批評社 2008）
- 『差別論研究 部落問題の自然史的考察』批評社 2010
- 『優生思想と健康幻想 薬あればとて、毒をこのむべからず』批評社 2011
- 『右傾化する民意と情報操作 マス・メディアのモラル・パニック』批評社 PP選書 2013
- 『親鸞 往還廻向論の社会学』批評社 2015